# 丸井優奈
丸井 優奈（まるい ゆうな、2005年8月30日 - ）は、大阪府出身の女子サッカー選手。セレッソ大阪ヤンマーレディース所属。ポジションはミッドフィールダー。

## 来歴

### ユース
セレッソ大阪堺ガールズでプレーし、2022年のシーズンはトップチームのセレッソ大阪堺レディースでなでしこリーグにも出場した。

### シニア
2025年1月10日、セレッソ大阪ヤンマーレディースへの復帰が発表された。

### 代表
2022年9月に、U-17女子ワールドカップに臨むU-17日本女子代表に選出された。大会ではグループステージで2試合に途中出場した。

## 個人成績

### クラブ
| 国内大会個人成績 | 国内大会個人成績               | 国内大会個人成績 | 国内大会個人成績 | 国内大会個人成績 | 国内大会個人成績 | 国内大会個人成績 | 国内大会個人成績 | 国内大会個人成績 | 国内大会個人成績 | 国内大会個人成績 | 国内大会個人成績 |
| 年度             | クラブ                         | 背番号           | リーグ           | リーグ戦         | リーグ戦         | リーグ杯         | リーグ杯         | オープン杯       | オープン杯       | 期間通算         | 期間通算         |
| 年度             | クラブ                         | 背番号           | リーグ           | 出場             | 得点             | 出場             | 得点             | 出場             | 得点             | 出場             | 得点             |
| 日本             | 日本                           | 日本             | 日本             | リーグ戦         | リーグ戦         | リーグ杯         | リーグ杯         | 皇后杯           | 皇后杯           | 期間通算         | 期間通算         |
| ---------------- | ------------------------------ | ---------------- | ---------------- | ---------------- | ---------------- | ---------------- | ---------------- | ---------------- | ---------------- | ---------------- | ---------------- |
| 2022             | セレッソ大阪堺レディース       | 30               | なでしこ1部      | 3                | 0                | -                | -                | -                | -                | 3                | 0                |
| 2024-25          | セレッソ大阪ヤンマーレディース | 39               | WE               |                  |                  | -                | -                | -                | -                | 0                | 0                |
| 通算             | 日本                           | 日本             | 1部              | 0                | 0                | 0                | 0                | 0                | 0                | 0                | 0                |
| 通算             | 日本                           | 日本             | 2部              | 3                | 0                | 0                | 0                | 0                | 0                | 3                | 0                |
| 総通算           | 総通算                         | 総通算           | 総通算           | 3                | 0                | 0                | 0                | 0                | 0                | 3                | 0                |

1. ↑  下部組織登録選手

- 日本女子サッカーリーグ
  - 初出場 - 2022年7月9日 なでしこリーグ1部 第7節 伊賀FCくノ一三重戦 (三重交通G スポーツの杜 鈴鹿)[4]

### 代表
- U-17日本女子代表
  - 2022 FIFA U-17女子ワールドカップ（ベスト8、2試合出場）

## タイトル
- セレッソ大阪堺ガールズ / セレッソ大阪ヤンマーガールズU-18
  - JFA 全日本U-18女子サッカー選手権大会: 2回 (2021、2023)
  - 日本クラブユース女子サッカー大会 (U-18): 1回 (2022)

- セレッソ大阪堺アカデミー
  - U-15なでしこアカデミーカップ: 1回 (2018)